# Benny Wizani
Benjamin „Benny“ Wizani (* 26. Juni 2001 in Tulln an der Donau) ist ein österreichischer Trampolinturner. Er ist mehrfacher Österreichischer Staatsmeister.

## Leben
Benny Wizani wuchs in Tulln an der Donau auf und begann im Alter von fünf Jahren beim WAT Brigittenau, wo er von Wilfried Wöber trainiert wird. Er besuchte das BORG 20, Anfang 2019 wechselte er zum Bundesheer und wurde Sportsoldat beim Österreichischen Heeressportverband.
Im Oktober 2018 gewann er bei den Olympischen Jugend-Sommerspielen 2018 in Buenos Aires die Bronzemedaille im Einzelbewerb. Im April 2019 bestritt er nach dreieinhalb Monaten Verletzungspause seinen ersten Elite-Weltcup in Minsk in Weißrussland. 2016 und 2018 wurde er neben Nicol Ruprecht zu Österreichs Turnsportler des Jahres des Österreichischen Fachverbandes für Turnen (ÖFT) gewählt.
Bei den Weltmeisterschaften im Trampolinturnen 2023 im englischen Birmingham belegte er im Finale Platz sechs und erhielt damit einen Quotenplatz für die Olympischen Spiele 2024 in Paris. Wizani war damit Österreichs erster WM-Einzelfinalist in dieser Sportart und überbot die bisherige WM-Bestplatzierung Österreichs, den elften Rang von Stephan Pokorny aus 1986. Im März 2024 zog er sich einen Kreuzbandriss zu. Bei den Olympischen Sommerspielen 2024 erreichte er Platz 15 in der Qualifikation.

## Erfolge (Auswahl)
- 2016: Platz 6 bei der Junioren-EM[2]
- 2015: Platz 7 bei der Junioren-WM
- 2018: Olympische Jugend-Sommerspiele – Bronzemedaille
- 2021: Synchron-EM-Vierter gemeinsam mit Niklas Fröschl
- 2022: Sieg im Trampolin-EM-Einzel-Semifinale
- 2023: Weltmeisterschaften im Trampolinturnen – Platz sechs[8]
- Österreichischer Staatsmeister:
  - 2014, 2015, 2016, 2021: Synchron
  - 2019, 2021: Einzel

## Auszeichnungen
- 2016, 2018 und 2023: Turnsportler des Jahres des Österreichischen Fachverbandes für Turnen (ÖFT)[2][7][13][14]